# Малакян, Эдгар Шаваршевич
Эдга́р Шава́ршевич Малакя́н (арм. Էդգար Շավարշի Մալաքյան; 22 сентября 1990, Ереван, Армянская ССР, СССР) — армянский футболист, полузащитник армянского клуба «Пюник».

## Клубная карьера

### «Пюник»
Малакян является воспитанником футбольной школы «Пюник». С 2008 года полноценно выступал в составе главной команды, являясь игроком основы. Принципы действий Малакяна нацелены на создания атакующих волн на ворота соперника. Владеет неплохим дриблингом, а также умеет сыграть с партнёром и вывести его на рандеву с вратарём соперников. Первый матч в составе «Пюника» провёл в 2007 году. Это было единственное появление Малакяна в составе команды в том сезоне, который он проводил в составе дубля, играя в Первой лиге. В гостевом матче 5 тура чемпионата 2010 года против ереванского «Бананца» провёл свой 50-й матч в составе «Пюника» в Премьер-лиге. В том году вместе с командой оформил требл, выиграв чемпионат, завоевав кубок и суперкубок.

### «Виктория»
В июне 2012 года Малакян подписал трёхлетний контракт с «Викторией» из Пльзеня. Агенты «Виктории» заметили Эдгара в матче 2-го предварительного раунда Лиги чемпионов сезона 2011/12, где «Виктория» обыграла ереванский «Пюник» 4:0 и 5:1, Эдгар показал себя с лучшей стороны.
В первой игре лиги против «Градец-Кралове» (29 июля 2012, «Виктория» выиграла 3:0 дома) получил травму. В 3-м туре чешского чемпионата 2012/13 26 сентября 2012 против «Хомутов» Mалакян вышел при счёте 1:2 и обострил игру, отдал голевую передачу, и «Виктория» выиграла 3:2. 8 ноября дебютировал в Лиге Европы против «Хапоэля», выйдя на поле на 46 минуте. Матч закончился в пользу игроков «Виктории» (4:0).

### «Сталь»
В феврале 2016 года подписал трёхлетний контракт со «Сталью».

## Карьера в сборной
Дебютировал 1 августа 2009 года в составе сборной Армении в товарищеском матче против сборной Молдавии. Малакян провёл на поле первый, затем был заменён на Давида Манояна.
7 июня 2011 года стал автором дубля в составе молодёжной сборной в матче против черногорской молодёжной сборной.

## Достижения
«Пюник»
- Чемпион Армении: 2008, 2009, 2010
- Обладатель Кубка Армении: 2009, 2010
- Обладатель Суперкубка Армении: 2010
- Финалист Суперкубка Армении: 2009

«Виктория» (Пльзень)
- Чемпион Чехии (1): 2012/13